# Ratusz w Zdunach
Ratusz w Zdunach – dawna siedziba władz miejskich Zdun, obecnie siedziba Zdunowskiego Ośrodka Kultury, kawiarni i banku. Znajduje się na rynku dawnego miasta Zduny Niemieckie.

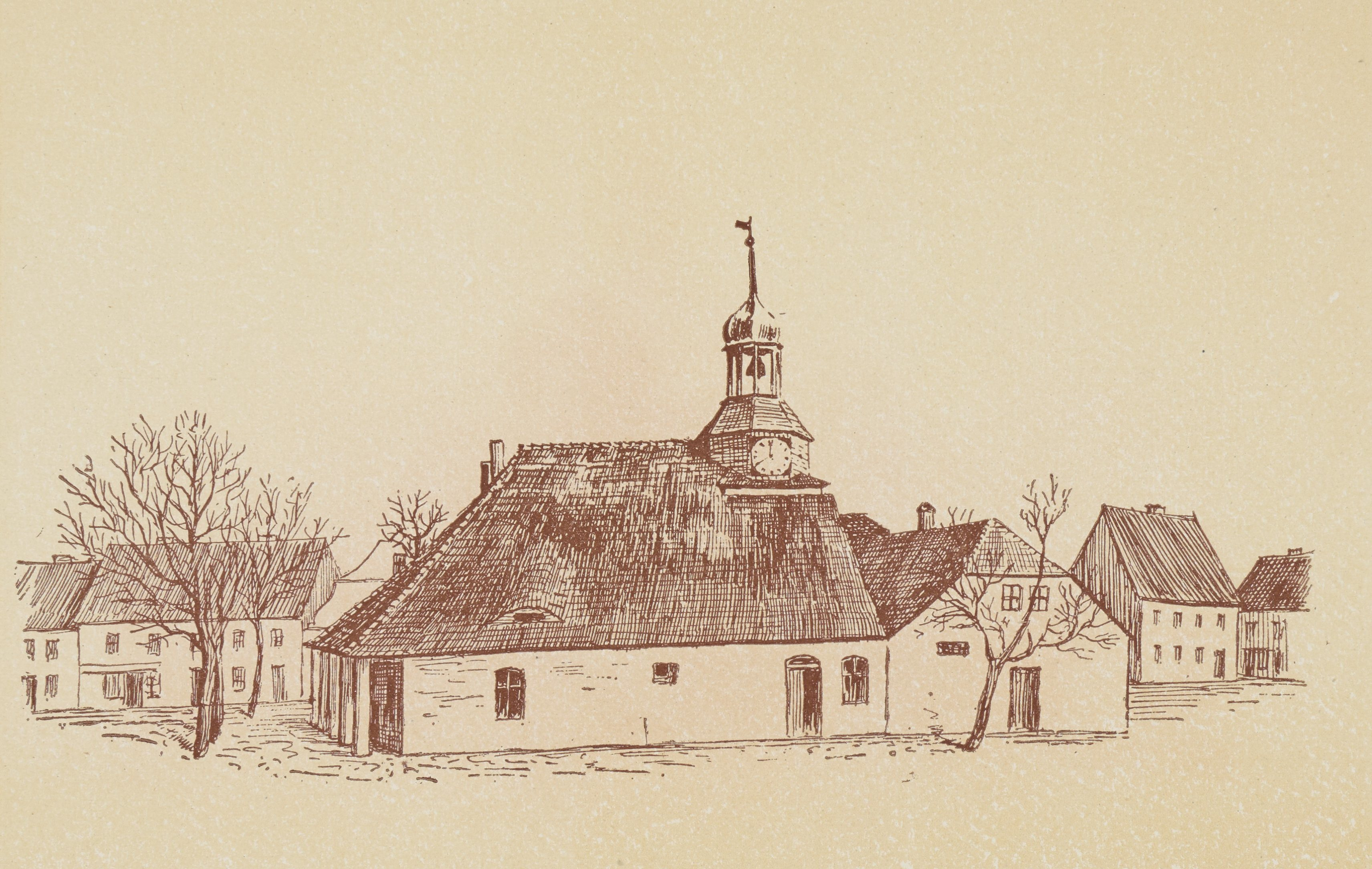
Ratusz przed 1917

Został wzniesiony w 1684 roku w stylu barokowym. Ufundował go wojewoda kaliski Rafał Leszczyński. Jest to murowana parterowa budowla, do której w XIX wieku dostawiono przybudówkę. Posiada dach trzyspadowy, wykonany z czerwonej dachówki. Wzdłuż głównej fasady ciągnie się podcień podparty pięcioma kolumnami. Od strony wschodniej, nad przybudówką umieszczona jest barokowa wieża zegarowa wzniesiona na planie kwadratu, nakryta hełmem zakończonym iglicą.